# 圣博内特河
圣博内特河（法語：Saint-Bonnette，法語發音：[sɛ̃ bɔnɛt]）是法国新阿基坦大区科雷兹省的河流，是科雷茲河的左支流，长24.3千米，发源自克莱古，于拉盖讷和蒂勒之间流入科雷兹河。